# Koji Noda
Koji Noda (født 17. august 1986) er en japansk fodboldspiller.